# All Things Must Pass
All Things Must Pass (с англ. — «Всё преходяще») — третий студийный альбом английского рок-музыканта Джорджа Харрисона. Выпущенная на трёх пластинках в ноябре 1970 года, это была первая сольная работа Харрисона, релиз которой состоялся после распада «Битлз», произошедшего в апреле того же года.
Пластинка содержит хит-синглы «My Sweet Lord» и «What Is Life», а также песни, которые не захотели включать в альбомы The Beatles, такие как «Isn’t It a Pity» и «All Things Must Pass».
В музыкальном плане альбом отражает влияние сотрудничества Харрисона с такими артистами, как Боб Дилан, The Band, Delaney & Bonnie and Friends и Билли Престон в период 1968—1970 годов, а также его личный рост как автора, затмивший его вспомогательную роль для тандема бывших коллег по группе Джона Леннона и Пола Маккартни. All Things Must Pass продемонстрировал звучание, выстроенное на слайд-гитаре, ставшее фирменным знаком музыканта, а также духовные темы в лирике, присутствующие в его последующих сольных работах. Оригинальный виниловый релиз состоял из двух пластинок с песнями и третьего диска с дружескими джемами под названием Apple Jam. Ряд публицистов интерпретировали изображение на обложке альбома, на которой Харрисон окружён четырьмя садовыми гномами, как негласное заявление о его независимости от «Битлз».
Работа над альбомом проходила в лондонской студии «Эбби-Роуд» в период с мая по октябрь 1970 года, включая добавление большого количества наложений и долгий период микширования. Среди внушительного состава приглашённых музыкантов фигурировали: Эрик Клэптон и участники группы Delaney & Bonnie and Friends (трое из которых сформировали c ним группу Derek and the Dominos прямо в период записи), а также Ринго Старр, Гэри Райт, Билли Престон, Клаус Форманн, Джон Барэм, Пит Дрейк и музыканты квартета Badfinger. Во время сессий было записано много дополнительного материала — по объёму ещё на один двойной альбом, — большая часть которого так и не была выпущена (однако многое из него всё же увидело свет в следующих переизданиях).
All Things Must Pass получил высокие оценки со стороны музыкальных критиков и оказался коммерчески успешным в финансовом отношении, долгое время занимая высшие строчки в мировых чартах.
Во время работы над альбомом сопродюсер Фил Спектор широко использовал технику записи под названием «стена звука», которая была его визитной карточкой; позднее Бен Герсон из Rolling Stone описывал звук пластинки как «вагнеровский, брукнеровский, [это] музыка горных вершин и бескрайних горизонтов». Отражая всеобщее удивление по поводу целостности и высочайшего качества дебютного сольника Харрисона на фоне распада The Beatles, Ричард Уильямс из Melody Maker сравнил альбом с первой ролью Греты Гарбо в звуковом фильме, заявив: «Харрисону развязали руки — словно Гарбо заговорила!». Согласно данным Колина Ларкина, автора Encyclopedia of Popular Music, All Things Must Pass «в целом оценивается» как лучший из всех сольных альбомов бывших битлов.
В последний год своей жизни Харрисон руководил кампанией по переизданию, приуроченной к 30-летию выпуска альбома. После релиза этого проекта Американская ассоциация звукозаписывающих компаний присудила альбому шестикратно «платиновый» статус.
All Things Must Pass регулярно фигурирует в списках лучших альбомов всех времён, так в 1993 году он занял 79-е место в рейтинге газеты The Times «100 лучших альбомов всех времён», а журнал Rolling Stone поставил его на 368-ю строчку обновлённого рейтинга «500 величайших альбомов всех времён» 2020 года.
В 2014 году All Things Must Pass был включён в Зал славы премии «Грэмми». В 2021 году вышло переиздание альбома, посвящённое 50-летнему юбилею записи, перемикшированное сыном Харрисона. Оно также получило высокие оценки.

## Предыстория
Думаю, тогда очень многие удивились: «Надо же, он тоже пишет песни».— Из интервью Джорджа Харрисона журналу Rolling Stone, январь 2001
По словам музыкального журналиста Джона Харриса, «путь» Джорджа Харрисона к созданию All Things Must Pass начался с посещения Соединённых Штатов в конце 1968 года, после печально известных сессий для «Белого альбома» The Beatles, который (в силу возраставших противоречий между Ленноном, Маккартни, Харрисоном и Старром) зачастую рассматривается как сборник соло-песен отдельных участников группы (хотя и с аккомпанементом остальных). Во время ноябрьского визита в американский городок Вудсток Харрисон завязал длительную дружбу с Бобом Диланом и в полной мере прочувствовал творческий паритет с его аккомпанирующей группой The Band, что контрастировало с доминированием Джона Леннона и Пола Маккартни в The Beatles. В тот период он написал много песен, возобновив интерес к гитаре после трёх лет изучения индийского ситара. Помимо того, что Харрисон был одним из немногих музыкантов, написавших песни в соавторстве с Диланом, незадолго до этого он поработал с Эриком Клэптоном над синглом «Badge», который стал хитом в исполнении его бывшей группы Cream весной 1969 года.
Вернувшись в Лондон, Харрисон нашёл творческую реализацию в сторонних проектах, поскольку его песнями пренебрегали в основной группе. По словам биографа музыканта, Саймона Ленга, эти проекты стали «раскрепощающим средством» от ограничений, налагаемых на него в The Beatles. В 1969 году Харрисон поучаствовал в продюсировании материала Билли Престона и Дорис Трой (имевших контракты с Apple Records), двух американских исполнителей соула и госпела, чьи музыкальные корни оказали влияние на будущий материал All Things Must Pass, наряду с творчеством The Band. В том же году он поработал с такими артистами, как Леон Рассел и Джек Брюс (записав с ними совместные песни), а также съездил с Клэптоном в краткосрочное гастрольное турне в составе группы Delaney & Bonnie and Friends. Кроме того, в тот период Харрисон идентифицировал своё участие в движении кришнаитов как «ещё один фрагмент головоломки» длинного духовного путешествия, начатого им в 1966 году. Переключившись на вишнуизскую ветвь индуизма, в 1969—1970 годах Харрисон спродюсировал два хит-сингла, записанных британскими религиозными паломниками, известными как Храм Радхи-Кришны. В январе 1970 года он пригласил продюсера Фила Спектора принять участие в записи совместного сингла Леннона и Plastic Ono Band «Instant Karma!». Это сотрудничество переросло в предложение продюсеру доработать репетиционные записи The Beatles до уровня студийного материала, в итоге официально выпущенного как альбом Let It Be (1970), а затем в совместное продюсирование All Things Must Pass.
Первый разговор о создании Харрисоном сольного альбома из его неиспользованных песен состоялся во время сессий проекта Get Back. Работа проходила на киностудии Твикенхэм в январе 1969 года; музыканты периодически спорили и пререкались между собой, из-за чего обстановка была напряжённой. 25 февраля, в свой 26-й день рождения, Харрисон записал демо «All Things Must Pass» и две другие композиции, которые не вызвали особого интереса у Леннона и Маккартни. Последующее включение одной из этих песен — «Something» — и «Here Comes the Sun» в битловский альбом Abbey Road (в сентябре 1969 года) повлекло за собой признание Харрисона со стороны музыкальных критиков как сильного автора, не уступающего Леннону и Маккартни. Осенью 1969 года музыкант начал публично высказываться о планах записи своего собственного студийного альбома, однако свыкся с этой идеей только после того, как Маккартни в апреле 1970 года объявил, что покидает The Beatles. Прозвучавшее во время промо-конференции, посвящённой одноимённому сольному альбому Маккартни, это объявление ознаменовало распад группы. Несмотря на то, что ранее он уже выпустил лонгплей Wonderwall Music (1968), представляющий собой сборник инструментальных мелодий к одноимённому фильму, и экспериментальную пластинку Electronic Sound (1969), Харрисон считал All Things Must Pass своим первым сольным альбомом.

## Песни

### Основная часть
«Я прибыл в дом Джорджа — Фрайар-парк … и он сказал: „У меня есть для тебя несколько музыкальных безделиц, [хочу] чтобы ты их послушал“. [Он начал]. И им не было конца! Джордж обрушил на меня буквально сотни своих песен, и каждая была лучше прежней. У него скопились все эти эмоции, и он поделился ими со мной».
Спектор впервые ознакомился с коллекцией неизданных песен Харрисона в начале 1970 года, посетив его особняк Фрайар-парк. «Им не было конца!» — спустя годы вспоминал продюсер, отмечая количество и качество материала, сыгранного музыкантом. Песни Харрисона копились с 1966 года; так, «Isn’t It a Pity» и «Art of Dying» датируются этим периодом. Кроме того, гитарист написал по крайней мере две песни в соавторстве с Диланом, когда гостил у него в Вудстоке, одна из которых, «I’d Have You Anytime», позднее стала заглавной композицией All Things Must Pass. Кроме того, в конце 1968 года Харрисоном была написана песня «Let It Down».
На репетициях Get Back Харрисон продемонстрировал своим товарищам песню «All Things Must Pass», вдохновлённую The Band, а также «Hear Me Lord» и «Let It Down», однако Леннон и Маккартни забраковали их все. Напряжённая атмосфера в Твикенхэме стала причиной создания ещё одной песни для All Things Must Pass, «Wah-Wah», которую музыкант написал после временного ухода из группы — 10 января 1969 года. Вскоре после этого появилась «Run of the Mill», содержание которой было сосредоточено на разрушении дружеских отношений внутри The Beatles на фоне финансовых проблем, связанных с корпорацией Apple. Музыкальная деятельность Харрисона вне группы в 1969 году вдохновила его на создание ещё нескольких композиций. Так, «What Is Life» была придумана по дороге на сессию альбома Престона That’s the Way God Planned It; «Behind That Locked Door» возникла в качестве ободряющего послания Дилану, написанного накануне его выступления на острове Уайт; а «My Sweet Lord» начиналась как попытка Харрисона сочинить песню в стиле госпел во время гастрольной остановки Delaney & Bonnie в Копенгагене, в декабре 1969 года.
Песня «I Dig Love» стала результатом ранних экспериментов Харрисона со слайд-гитарой, техники, с которой его познакомил Брамлетт, чтобы за счёт него заместить уход гитариста Дэйва Мэйсона из состава Friends. Среди других песен All Things Must Pass, написанных в первой половине 1970-х годов, фигурируют: «Awaiting on You All», которая отражает принятие Харрисоном практики религиозного песнопения благодаря его связи с движением кришнаитов (также считаясь завуалированным комментарием по поводу «Постельной акции» Леннона и Йоко Оно); «Ballad of Sir Frankie Crisp (Let It Roll)» — своеобразная дань уважения бывшему владельцу Фрайар-парка; и «Beware of Darkness». Последняя была ещё одной композицией, на которую повлияла связь автора с Храмом Радхи-Кришны, она была написана после того, как некоторые паломники МОСКа начали останавливаться в его доме.
1 мая 1970 года, незадолго до начала работы над All Things Must Pass, Харрисон посетил студийную сессию Боба Дилана в Нью-Йорке, во время которой поучаствовал в записи песни «If Not for You». Гитарист написал «Apple Scruffs» (одну из нескольких композиций альбома, сочинённых под влиянием Дилана) ближе к концу работы над All Things Must Pass, в качестве выражения симпатии стойкости фанатов, которые постоянно дежурили за пределами студии, где проходила работа.
По мнению Саймона Ленга, альбом представляет собой завершение «музыкально-философского круговорота» Харрисона, в котором его погружение в индийскую музыку в 1966—1968 годах нашло западный эквивалент в госпеле. Выделяя хард-рок, кантри и музыкальную стилистику лейбла Motown, среди других жанров, нашедших отражение на All Things Must Pass, Ленг пишет о «множестве новых звуков и влияний», которые Харрисон впитал в 1969 году и впоследствии реализовал на этой пластинке, включая «кришнаитские песнопения, восторженный госпел, южный блюз-рок [и] слайд-гитару». Мелодии «Isn’t It a Pity» и «Beware of Darkness» содержат аспекты индийской классической музыки, а в «My Sweet Lord» автор объединил индуистскую традицию бхаджана с госпелом. Роб Митчем из Pitchfork описывал альбом как «кришнаитский фолк-рок в тёмных тонах».
Повторяющиеся темы альбома — духовные поиски автора, к которым он будет возвращаться на протяжении всей своей сольной карьеры, и дружба, особенно разрыв отношений между битлами. Публицист Джим Ирвин писал, что Харрисон поёт о «глубокой любви — к своей вере, к жизни и окружающим его людям», добавляя, что песни исполняются с «напряжением и настойчивостью», как будто «всё происходит на краю каньона, пропасти, в которую вот-вот рухнут 1960-е».

### Apple Jam
Третий диск оригинального винилового релиза, получивший название Apple Jam, содержит пять композиций, четыре из которых — «Out of the Blue», «Plug Me In», «I Remember Jeep» и «Thanks for the Pepperoni» — представляют собой импровизированные инструментальные произведения, базирующиеся на минимальном количестве аккордов или, в случае с «Out of the Blue», одноаккордном риффе. Название «I Remember Jeep» было навеяно кличкой собаки Клэптона, Джипа, а «Thanks for the Pepperoni» являлось отсылкой к фразе из комедийного альбома Ленни Брюса. В декабре 2000 года в интервью журналу Billboard Харрисон объяснил: «Что касается джемов, я не хотел просто убирать [их] в долгий ящик, и в то же время они не были полноценной частью альбома; вот почему я поместил их на пластинку с отдельным названием, чтобы они шли в качестве своего рода бонуса к альбому».
Включённая в Apple Jam единственная композиция с вокалом, «It’s Johnny’s Birthday» была исполнена на мотив хита Клиффа Ричарда «Congratulations» 1968 года. Харрисон записал её в качестве подарка Леннону, в честь 30-летия друга. Как и на остальных сымпровизированных треках бонусного диска, в оригинальном британском издании All Things Must Pass автором «It’s Johnny’s Birthday» был указан Харрисон, в то время как на первых американских копиях альбома вместо информации об авторстве песен фигурировал стандартный текст организации по защите авторских прав BMI. В декабре 1970 года авторы песни «Congratulations» Билл Мартин и Фил Коултер потребовали роялти, в результате чего авторство Харрисона было изменено на тандем оригинальных американских композиторов.

### Демозаписи и невошедший материал
Помимо семнадцати композиций, выпущенных на первой и второй пластинках альбома, Харрисон записал по меньшей мере ещё двадцать песен — либо в формате демозаписей для Спектора, незадолго до официального начала сессий в конце мая, либо в виде забракованного, по тем или иным причинам, чернового материала. В интервью 1992 года Харрисон прокомментировал большой объём созданного им материала: «На пластинках The Beatles было не так много моих песен, поэтому записывать альбом, подобный All Things Must Pass, было чем-то вроде возможности наконец-то сходить в туалет после периода долгого воздержания».
«Альбом Харрисона повествовал о духовном пути. Его героем был человек, который убеждён, что он — единое целое с Богом, но сомневается, что достоин этой божьей милости. Он любит жизнь, он не лишён сексуальных фантазий, но умоляет Бога „выжечь огнём эту страсть“. Он наблюдает за жизнью людей и скорбит видя их страдания, но затем радуется тому, что любовь побеждает страдания. Он миссионер, убеждающий слушателей раскрыть свои сердца, чтобы увидеть Иисуса, он же — раскаивающийся грешник, умоляющий Бога просить его за то, что долго пренебрегал Им; он прорицатель, призывающий слушателя быть начеку и остерегаться обманчивых земных наслаждений; и он же — сомневающийся в своей проповеди скептик, напоминающий слушателям о свободе волеизъявления и праве самим решать как жить». 
Сольная демонстрация песен Харрисоном Спектору состояла из шести композиций, которые до их включения в переиздание 2021 года (приуроченное к 50-летию альбома) были доступны только на пиратских бутлегах, таких как Beware of ABKCO!. Шесть этих песен: «Window, Window», ещё одна композиция, отвергнутая The Beatles в январе 1969 года; «Everybody, Nobody», мелодию которой Харрисон адаптировал для «Ballad of Sir Frankie Crisp»; «Nowhere to Go», вторая совместная работа Харрисона и Дилана с ноября 1968 года (первоначально известная как «When Everybody Comes to Town»); «Cosmic Empire», «Mother Divine» и «Tell Me What Has Happened to You». К двум композициям, сыгранным Спектору, Харрисон вернулся в последующие годы. «Beautiful Girl» была доработана и включена в альбом Thirty Three & 1/3 1976 года, а «I Don’t Want to Do It», сочинённая Диланом, была записана Харрисоном для эротической комедии «Месть Порки!».
Во время основных студийных сессий Харрисон записал на плёнку или отрепетировал ранние версии песен «You», «Try Some, Buy Some» и «When Every Song Is Sung». В феврале 1971 года музыкант предложил спеть три этих композиции певице Ронни Спектор, которая должна была записывать сольный альбом на лейбле Apple Records. Несколько лет спустя, выпустив собственные версии «Try Some, Buy Some» и «You», он предложил «When Every Song Is Sung» (с тех пор переименованную в «I’ll Still Love You») бывшему коллеге Ринго Старру для его пластинки Ringo’s Rotogravure (1976). «Woman Don’t You Cry for Me», написанная в декабре 1969 года в качестве его первой композиции с доминирующей слайд-гитарой, была ещё одной песней, которую Харрисон переосмыслил на Thirty Three & 1/3. Музыкант включил «I Live for You» в качестве единственной совершенно новой песни в переиздании All Things Must Pass 2001 года. В свою очередь «Down to the River» оставалась неиспользованной, пока гитарист не переработал её в песню «Rocking Chair in Hawaii» для своего последнего студийного альбома Brainwashed, выпущенного посмертно в 2002 году.
Во время сессий All Things Must Pass Харрисон записал ещё несколько композиций, однако они были выпущены официально только на бокс-сете переиздания, приуроченного к 50-летию альбома:
- «Dehradun» (или «Dehra Dun») — написана в начале 1968 года во время пребывания «Битлз» в Ришикеше. Её небольшой отрывок был сыгран Харрисоном на укулеле для телеверсии «Антологии Битлз»[108].
- «Gopala Krishna» — также известная как «Om Hare Om»[118], с текстом полностью написанным на санскрите[127]. Саймон Ленг описывал её как «рок-дополнение» к «Awaiting on You All»[128].
- «Going Down to Golders Green» — своеобразная пародия на творчество Элвиса Пресли эпохи Sun Records, базирующаяся на мелодии «Baby Let’s Play House»[118].

## Приглашённые музыканты
Точный состав музыкантов, участвующих в записи, остаётся открытым. Из-за масштабного звучания альбома и большого количества участников сессий биографы и музыкальные эксперты традиционно ссылались на грандиозный, оркестровый характер итогового состава исполнителей. В 2002 году музыкальный критик Грег Кот описал его как «кто есть кто из рок-королей десятилетия», в то время как Харрис отзывался о студийном составе как о людях, взваливших на себя «планку уровня Сесила Б. Демилля».
Среди музыкантов, принимавших участие в записи, фигурировали: Бобби Уитлок, Джим Гордон, Карл Рэйдл, Бобби Киз, Джим Прайс и Дэйв Мэйсон, каждый из которых в своё время гастролировал с Delaney & Bonnie. Наряду с Эриком Клэптоном, в студию были приглашены музыканты, чья дружба с Харрисоном началась задолго до записи альбома, — Ринго Старр, Билли Престон и немецкий басист Клаус Форманн, ранее сотрудничавший с Manfred Mann и знавший битлов ещё по выступлениям в Гамбурге, до обретения всемирной славы. Бо́льшая часть клавишных партий была записана Гэри Райтом, наряду с Уитлоком, который продолжил регулярное сотрудничество с Харрисоном на протяжении 1970-х.
Харрисон пригласил бывшего ассистента The Beatles Мэла Эванса сыграть на перкуссии, а также привлёк к сессиям артистов Apple Records — будущего барабанщика Yes Алана Уайта и группу Badfinger. Ударник последней, Майк Гиббинс, так неистово играл на бубне, что получил от Спектора прозвище «Mr Tambourine Man» в честь песни Дилана. По словам Гиббинса, он и Уайт исполнили бо́льшую часть партий ударных инструментов: «переключаясь между бубном, палочками, колоколами, маракасами… всем, что было необходимо». Коллеги Гиббинса по группе Том Эванс, Пит Хэм и Джоуи Молланд, записали ритм-партии на акустических гитарах, которые, в соответствии с концепцией Спектора «Стена звука», должны были «ощущаться, но не слышаться». Среди других музыкантов числились Гэри Брукер из Procol Harum и педальный слайд-гитарист Пит Дрейк, специально прилетевший к Харрисону из Нэшвилла на несколько дней.
«Это было самым замечательным в распаде [The Beatles]: иметь возможность уединиться и записать свою собственную пластинку... А также иметь возможность поработать со всеми этими новыми людьми, что было подобно глотку свежего воздуха».
В дополнение к партиям акустической гитары, сыгранным им лично, а также музыкантами из Badfinger, затем включёнными в некоторые из композиций, Харрисон пригласил поучаствовать в сессиях Питера Фрэмптона. Музыкант сыграл на акустической гитаре в нескольких кантри-песнях, записанных при участии Дрейка, хотя его вклад не был отмечен на обложке; позже, вместе с Харрисоном, он записал дополнительные ритм-партии для ряда песен. Сессии несколько раз посещал оркестровый аранжировщик Джон Барэм, сыграв на фисгармонии и вибрафоне. Саймон Ленг беседовал с Форманном, Барэмом и Молландом по поводу истории создания пластинки, и они назвали Тони Эштона одним из клавишников обеих версий «Isn’t It a Pity». В импровизированном треке «I Remember Jeep» на ударных сыграл Джинджер Бейкер, бывший коллега Клэптона по группам Cream и Blind Faith.
По контрактным причинам имя Клэптона было убрано из первых двух дисков британского тиража альбома на долгие годы, хотя он фигурировал среди музыкантов третьего. Фил Коллинз, тогда ещё не вступивший в Genesis, сыграл на конгах во время записи «Art of Dying»; хотя его партия не была включена в трек, Харрисон упомянул его в переиздании альбома 2001 года. Существуют неподтверждённые данные о гостевом участии в записи Леннона, Мориса Гибба и Ричарда Райта из Pink Floyd. Кроме того, в течение нескольких лет после выпуска альбома ходили слухи, что группа The Band аккомпанировала Харрисону в песне «Behind That Locked Door», с элементами кантри.

## Продюсирование
Альбом был полностью продуман ещё до того, как отец связался с Филом Спектором. Он долгое время обдумывал его ещё будучи в The Beatles [...]. Когда пришло время переходить к активным действиям, он точно знал, что делает".— Из интервью Дхани Харрисона журналу Rolling Stone, август 2021

### Начальный этап
«После первых нескольких сессий стало понятно, что это будет отличный альбом».
По словам музыкального историка Ричи Унтербергера, точные даты записи All Things Must Pass неизвестны (типичный случай для сольных работ бывших битлов, в отличие от «тщательной документации» студийной деятельности самой группы). Согласно информации фэнзина Beatles Monthly подготовка к записи началась 20 мая 1970 года — в один день с мировой премьерой фильма «Пусть будет так». Биографы Чип Мэдинджер и Марк Истер ссылаются на это число как на вероятную дату демонстрации Спектору песен в доме Харрисона. Джон Леки, который работал звукооператором в EMI, вспоминал, что сессиям предшествовала недельная подготовительная работа, во время которой Харрисон записывал демоматериал в сопровождении Старра и Форманна. Первая альбомная сессия состоялась в студии EMI (ныне Эбби-Роуд) 26 мая, хотя Унтербергер утверждал, что «бо́льшая часть или даже вся» запись, сделанная в тот день, так и не пригодилась.
Львиная доля минусовок была записана на 8-дорожечный магнитофон студии EMI в период с конца мая по вторую неделю июня. Звукорежиссёром выступил Фил Макдональд, а звукооператором — Леки. По наставлению Спектора большая часть минусовок записывалась вживую, в некоторых случаях при участии нескольких барабанщиков и клавишников, а также до пяти ритм-гитаристов. Согласно описаниям Уитлока, студийное пространство представляло собой «огромную комнату… у стены слева [находились] две барабанные установки на постаментах, пианино, орган и другие клавишные, у дальней стены располагались музыканты Badfinger, а в центре — Джордж, Эрик и гитары». Молланд вспоминал, что для достижения резонансного звучания акустической гитары в таких песнях, как «My Sweet Lord», он и его товарищи по группе были отгорожены друг от друга внутри фанерной конструкции.
По словам Форманна, Харрисон установил небольшой алтарь со статуэтками и горящими благовониями, создав атмосферу, в которой «все чувствовали себя уютно». Часто сталкиваясь в The Beatles с манерой Маккартни диктовать, как должен играть тот или иной музыкант (которая уязвляла его), Харрисон предоставил всем артистам полную свободу самовыражения. Впоследствии все участники сессий отзывались о периоде записи в положительном ключе. По просьбе Спектора в студии всегда работал кондиционер, продюсер также требовал приглушённый свет и максимальную громкость музыки. Форманн вспоминал: «Фил говорил людям, что играть, и организовывал рабочий процесс. Мог остановить музыканта и скорректировать. […] Все его уважали, но последнее слово всегда оставалось за Джорджем».
Первой песней, записанной для альбома, была «Wah-Wah». Во время воспроизведения плёнки Харрисон был шокирован количеством эха, добавленного Спектором, поскольку во время записи, в наушниках музыкантов, всё звучало относительно сухо. Фурманн сразу «влюбился» в этот звук, как и Клэптон; позже и Харрисон сказал: «Со временем, мне стало нравиться».
Среди других треков, записанных в тот период, были: «What Is Life», первая и вторая версии «Isn’t It a Pity», а также песни, в которых участвовал Дрейк, такие как «All Things Must Pass» и «Ballad of Sir Frankie Crisp». Престон вспомнил, что подход Спектора заключался в том, чтобы несколько клавишных играли одни и те же аккорды в разных октавах, чтобы усилить звук. Престон высказывал сомнения по поводу этого подхода, но «к материалу Джорджа он подходил идеально». По словам Уайта, между музыкантами сформировалась «по-настоящему крепкая связь»; основные сессии длились три недели, и «они были проведены с пользой». Badfinger поучаствовали в пяти сессиях, после чего получили ангажемент и уехали на Гавайи в начале июня. Молланда вспоминал, что они записывали по две-три песни ежедневно, и что сессиями руководил Харрисон, а не Спектор. По мере продвижения работы состав музыкантов сокращался. Согласно воспоминаниям Райта, на более поздних этапах записи присутствовала основная группа музыкантов, состоящая из него самого, Харрисона, Клэптона, Старра или Гордона на ударных, а также Фурманна или Рэдла на басу.
Позже, в июне, были записаны инструментальные композиции, попавшие на Apple Jam, — «Thanks for the Pepperoni» и «Plug Me In», — особенностью которых были длинные гитарные соло, сыгранные Харрисоном, Клэптоном и Мэйсоном. Запись происходила в студии The Beatles — Apple Studio — и ознаменовала собой формирование группы Клэптона, Уитлока, Рэдла и Гордона — Derek and the Dominos, просуществовавшей меньше года. Харрисон сыграл на гитаре в обеих песнях дебютного сингла квартета — «Tell the Truth» и «Roll It Over», которые были спродюсированы Спектором и записаны в Apple Studio 18 июня. В работе над одиннадцатиминутной композицией «Out of the Blue» участвовали Бобби Киз и Джим Прайс; и тот и другой, примерно в это же время, начали сотрудничать с The Rolling Stones. Киз писал в своей автобиографии, «Every Night’s a Saturday Night», что вместе с Прайсом они добавили партии духовых инструментов в такие песни, как «What Is Life», после того, как уже были готовы их минусовки. Музыкант вспоминал, что затем Харрисон и Прайс совместно работали в студии над аранжировками записанных ими партий, .

### Отвлекающие факторы
В своей автобиографии Бобби Уитлок описывал альбомные сессии как «захватывающие во всех отношениях», в то же время отмечая, что музыканты были в курсе обеспокоенности Харрисона по поводу его отношений с бывшими товарищами по группе и продолжающихся проблем с Алленом Кляйном и финансовым положением Apple. Райт вспоминал дискомфорт Харрисона, когда Леннон и Йоко Оно посетили студию, отмечая: «Он вёл себя очень холодно и прямо бросил им в лицо: „Что вы здесь делаете?“. Это был очень напряжённый момент...». По словам Уитлока, когда Харрисон сыграл им кое-что из своей новой музыки, Леннон буквально «дара речи лишился», к большому удовольствию своего бывшего коллеги. Гиббинс и Уитлок высказывали мнение, что периодическое появление в студии друзей Харрисона из храма Радхи-Кришны мешало рабочему процессу. Повторяя их точку зрения, Спектор приводил эту ситуацию в качестве примера толерантности Харрисона, которой он вдохновлял окружающих, поскольку паломники Храма время от времени становились «самой большой головной болью в мире», однако Харрисон «был очень набожен, и мы это знали», что «вынуждало нас тоже любить этих кришнаитов».
Во время интервью на нью-йоркском радио Харрисон подсчитал, что на создание альбома уйдёт не более восьми недель, однако в итоге запись, наложение и сведение All Things Must Pass длились пять месяцев — до конца октября. Одной из причин была необходимость в регулярном посещении Харрисоном Ливерпуля, чтобы ухаживать за своей матерью, у которой был диагностирован рак. Сумасбродное поведение Спектора во время сессий было ещё одним фактором, повлиявшим на затягивании процесса работы над альбомом. Позже Харрисон упомянул, что Спектору нужно было выпить «восемнадцать вишнёвых бренди», прежде чем он был готов приступать к работе, из-за чего бо́льшая часть продюсерских обязанностей в одночасье легла на Харрисона. В какой-то момент Спектор упал в студии и сломал руку. Впоследствии он выбыл из проекта по «состоянию здоровья»; Харрисон намекал, что из-за проблем с выпивкой. Джордж отмечал, что они хорошо ладили с продюсером, но в некоторые дни всё шло наперекосяк: «80 процентов работы [во время его присутствия] я сделал сам. Остальное время я либо пытался доставить его в больницу или выписать из больницы».
В начале июля работа над альбомом была приостановлена, так как Харрисон отправился в отчий дом, чтобы в последний раз повидать умирающую мать. Беспокойство EMI по поводу растущих студийных расходов усилило давление на музыканта. Ещё одной проблемой, по словам Харриса, было то, что Клэптон увлёкся женой друга, Патти Бойд, и пристрастился к героину, чтобы подавлять чувство вины.

### Дополнительные наложения
В отсутствие Спектора Харрисон завершил минусовки альбома и выполнил предварительные наложения, проделав бо́льшую часть этой работы в Trident Studios с бывшим звукорежиссёром The Beatles Кеном Скоттом. Этот этап производства был закончен 12 августа. Затем он отправил ранние миксы некоторых песен своему сопродюсеру, который выздоравливал в Лос-Анджелесе. Спектор ответил письмом от 19 августа с предложениями по дальнейшим наложениям и окончательному миксу. Среди комментариев продюсера были подробные предложения относительно песни «Let It Down», финальную версию которой Мэдингер и Истер описывают как «лучший пример безудержной работы Спектора со „Стеной звука“», и настоятельно рекомендовал Харрисону продолжать дальнейшую работу в Trident из-за оборудованного там 16-дорожечного магнитофона (инновационной, для того времени, аппаратуры). Спектор также высказал предложение по поводу дополнительного овердаббинга: добавления ещё большего количества инструментов и оркестровки в некоторые композиции, и в то же время призвал Харрисона сосредоточиться на своём вокале и не прятать голос за инструментами.
Следующим этапом производства была запись оркестровок Джона Барэма, стартовавшая в начале сентября; параллельно Харрисон работал над множеством других аспектов, такими как добавление ведущего вокала, партий слайд-гитары и многодорожечного бэк-вокала (последний приписывается «Солистам Джорджа О’Хара-Смита»). Барэм остановился во Фрайар-парке и создал музыкальные партитуры из мелодий, которые Харрисон пел или играл ему на фортепиано или гитаре. По мнению Ленга, аранжировки «ключевых» песен, таких как «Isn’t It a Pity», «My Sweet Lord», «Beware of Darkness» и «All Things Must Pass» являются важными элементы звучания альбома.
По словам Скотта, они с Харрисоном работали над наложениями в одиночку в течение нескольких «недель и месяцев», поскольку Харрисон записывал бэк-вокал и партии соло-гитары. В некоторых случаях они замедляли запись, чтобы Харрисон мог петь вокальные партии в высоком регистре. Фил Спектор вернулся в Лондон на более поздней стадии сведения. Согласно воспоминаниям Скотта, обычно продюсер приезжал в Trident Studios на несколько часов и вносил предложения относительно последних проделанных миксов. Некоторым из них последовали, другими — пренебрегли.
Спектор высоко оценил проделанную Харрисоном работу над наложениями гитары и вокала, подчёркивая: «Перфекционист — неподходящее слово. Любой может быть перфекционистом. Он был выше этого…». Подход Харрисона к игре на слайд-гитаре включал аспекты как индийской музыки, так и блюзовой традиции; он разработал определённый стиль игры и звук, который частично напоминал безладовый индийский сарод. С момента её появления на All Things Must Pass, пишет Ленг, слайд-гитара Харрисона стала его музыкальной визитной карточкой — «так же мгновенно узнаваемой, как губная гармоника Боба Дилана или Стиви Уандера».

### Финальный микс и мастеринг
«Если бы я записывал [All Things Must Pass] сейчас, он бы был спродюсирован по-другому. Но это была [моя] первая пластинка… Любой, кто знаком с творчеством Фила [Спектора] знает – оно похоже на звук CinemaScope».
9 октября, во время финального микширования альбома в студии EMI, Харрисон продемонстрировал Леннону законченную «It’s Johnny’s Birthday». Помимо записи вокала, Харрисон сыграл в ней на фисгармонии и всех других инструментах, бэк-вокал добавили Мэл Эванс и ассистент звукорежиссёра Эдди Кляйн. В том же месяце Харрисон допродюсировал сингл Старра «It Don’t Come Easy», минусовка которого была записана ещё в марте на студии Trident вместе с Форманном. Помимо творческого вклада в проекты Старра, Клэптона, Престона и Эштона в течение 1970 года, в следующем году Харрисон отблагодарил других музыкантов, участвовавших в записи All Things Must Pass, отметившись в альбомах Уитлока, Райта, Киза и Badfinger.
28 октября Харрисон и Бойд прибыли в Нью-Йорк, где вместе со Спектором провели последние приготовления к выпуску пластинки, в том числе секвенирование. Харрисон сомневался, что все песни, которые они закончили, достойны включения в альбом. Однако Аллан Стеклер, менеджер Apple Records в США, был «ошеломлён» качеством материала и заверил Харрисона, что он должен выпустить их все.
Фирменный продюсерский стиль Спектора придал альбому тяжёлый, ревербированный звук, о чём Харрисон позже сожалел. По словам Уитлока, на оригинальных записях чувствовалась некоторая реверберация (что типично для «Стены звука»), но в основном этот эффект был добавлен позднее. Музыкальный журналист Дэвид Кавана выражал мнение, что покинутый своим сопродюсером в середине лета Харрисон «переплюнул спекторовость Спектора» за счёт добавления дополнительного эха и множественных наложений. По словам Форманна, таким образом Харрисон «загромоздил» звучание альбома, и «позже признавал, что добавил чересчур много эффектов» . Однако, по словам Леки, реверберация на таких треках, как «My Sweet Lord» и «Wah-Wah», была добавлена уже при Спекторе, так как продюсер хотел сразу слышать эффекты, когда они работали с Харрисоном над песнями. Отрывки студийных сессий просочились на бутлегах в 1990-х. Один из таких неофициальных релизов, трёхдисковый The Making of All Things Must Pass, содержит несколько дублей некоторых незавершённых композиций, демонстрирующих последовательность добавления наложений в минусовки.
По мнению Дэвида Брауна из Rolling Stone, для Харрисона, который «всё ещё находил свой голос, в прямом и переносном смысле», процесс записи All Things Must Pass позволил повысить уверенность в себе, особенно после многих лет в Beatles, где многими его песнями пренебрегали. «Создание этого альбома было по-настоящему приятным опытом — потому что, в какой то мере, я действительно был параноиком в музыкальном плане» — отмечал музыкант в 1976 году, «Я помню, как эти люди собрались в студии и подумали: „Боже, эти песни такие приятные!“. Я играл их им, и они говорили: „Вау, да! Отличная песня!“. А я бы переспрашивал: „Правда? Тебе действительно нравится?“ Я понял, что с материалом всё было в порядке».

## Обложка
Харрисон поручил Тому Уилксу спроектировать дизайн шкатулки, в которой можно было бы разместить три виниловых пластинки, вместо использования трёхстраничного картонного конверта. Тони Брэмвелл (друг детства Харрисона) позже вспоминал: «Это была чертовски громоздкая штуковина… Чтобы нести полдюжины таких альбомов, требовались руки, как у орангутана». Подобная упаковка вызвала некоторое замешательство среди представителей розничной торговли, которые в то время ассоциировали альбомы в больших боксах с произведениями оперной или классической музыки.
Чёрно-белая фотография для обложке была сделана перед домом Харрисона совладельцем фирмы Уилкса, Camouflage Productions, Барри Файнштейном. Биографы интерпретировали этот снимок, на котором Харрисон изображён сидящим в центре, возвышаясь над четырьмя комично выглядящими садовыми гномами, как символ его отстранения от коллективной идентичности The Beatles. Недавно купленные гномы располагались на центральной лужайке Фрайар-парка; увидев там эти фигурки и памятуя о общем контексте названия альбома, Файнштейн сразу же провёл параллели с бывшей группой Харрисона.
Музыкальный публицист Микал Гилмор писал, что первоначальное негативное отношение Леннона к All Things Must Pass, возможно, было вызвано тем, что его «раздражала» именно эта фотография; биограф Харрисона Эллиот Хантли объясняет реакцию Леннона завистью, так как в то время «всё, к чему прикасался [Харрисон], превращалось в золото». В свою очередь, название альбома «All Things Must Pass» (рус. Всё преходяще) было интерпретировано как комментарий Харрисона относительно распада The Beatles.
Apple приложил к альбому постер, на котором Харрисон стоит в тёмном коридоре своего дома перед окном с железной рамой. Уилкс разработал более смелый постер, но, по словам биографа The Beatles Брюса Спайзера, Харрисон счёл их слишком откровенными. Некоторые фотографии Файнштейна, которые Уилкс включил в свою версию постера, впоследствии были использованы для оформления обложек синглов «My Sweet Lord» и «What Is Life».

## Выпуск

### Контекст
«Музыка должна использоваться для восприятия Бога, а не для джиттербаггинга».
Лейбл EMI и его американский партнёр Capitol Records первоначально планировали выпустить альбом в октябре 1970 года, начав его продвижение в сентябре. По словам Алана Клейсона, «неосязаемый гул» «витал в воздухе в течение нескольких месяцев» касательно предстоящего сольного альбома Харрисона, и «по причинам, отличным от всё ещё высокой лояльности к Великолепной четвёрке». Авторитет Харрисона как артиста вырос за последний год благодаря признанию его песен на Abbey Road, а также всевозможным предположениям относительно его совместной студийной сессии с Диланом в Нью-Йорке, вызвавшей повышенный интерес. Отмечая роль Харрисона в популяризации новых музыкальных исполнителей, таких как The Band и Delaney & Bonnie, и его дружбу с Клэптоном и другими участниками Cream, критик NME Боб Уоффинден пришёл к выводу в 1981 году: «В целом, авторитет Харрисона тогда достиг пика».
All Things Must Pass был выпущен 27 ноября 1970 года в США и 30 ноября в Великобритании, с редкой особенностью — одинаковым каталожным номером Apple (STCH 639) в обеих странах. Его часто называют первым тройным альбомом в рок-музыке — это действительно был первый трёхдисковый релиз ранее не издававшейся музыки под эгидой одного исполнителя; тем не менее шестью месяцами ранее ему предшествовал концертный альбом Woodstock: Music from the Original Soundtrack and More, но при участии множества артистов, выступавших на фестивале. В дополнение к коммерческой привлекательности песен Харрисона как бывшего члена The Beatles, All Things Must Pass был издан в период, когда религия и духовность стали трендом среди западной молодёжи. Менеджмент Apple решил выпустить «My Sweet Lord» в качестве ведущего сингла альбома с вторым «А»-сайдом «Isn’t It a Pity», в большинстве стран. Обсуждая влияние песни на культуру, Микал Гилмор высказывал мнение, что «My Sweet Lord» «настолько же широко распространена на радио и в сознании молодёжи, как и всё, что вышло из-под пера The Beatles».
Ещё одним фактором, повлиявшим на первые недели продаж, была встреча Харрисона с Маккартни в Нью-Йорке, провал которой привёл к тому, что Маккартни подал иск в Высокий суд Лондона о расторжении юридического партнёрства The Beatles. Такие песни, как «Wah-Wah», «Apple Scruffs», «Isn’t It a Pity» и «Run of the Mill», нашли отклик у слушателей как свидетельство дисфункции группы. В результате распада The Beatles, по словам журналистки Китти Эмпайр, тройной альбом Харрисона «выполнял функцию своего рода хранилища скорби» для поклонников квартета. После того как All Things Must Pass прозвучал по радио, в лондонский храм Радхи-Кришны начали приходить пачки писем со всего мира, адресованные его автору. По мнению Джошуа М. Грина, альбом воплотил «чаяния многих людей, искавших Бога, которые давно ждали, что кто-нибудь выразит их чувства и устремления».

### Коммерческие показатели
Песня «My Sweet Lord» пользовалась большой популярностью, за первые несколько месяцев 1971 года она возглавила мировые чарты синглов. Это был первый сольный сингл бывшего битла, занявший первое место в Великобритании или США и ставший самой ротируемой песней того года. Выпущенный в феврале 1971 года второй сингл «What Is Life» (с би-сайдом «Apple Scruffs») тоже стал международным хитом.
All Things Must Pass оставался на вершине британского альбомного чарта в течение восьми недель, хотя до 2006 года в табелях хит-парада неверно указывалось, что он достиг лишь 4-го места. Помимо этого, на протяжении восьми недель, с 6 февраля по 27 марта, лонгплей возглавлял хит-парад журнала Melody Maker, причём шесть из этих недель совпали с доминированием «My Sweet Lord», ставшим № 1 синглового чарта журнала. В США All Things Must Pass в течение семи недель пробыл на вершине чарта Billboard Top LP, со 2 января по 20 февраля, такой же период лидировав в хит-парадах Cash Box и Record World. В течение трёх из этих недель «My Sweet Lord» занимал первое место в Billboard Hot 100.
Масштабы успеха Харрисона удивили музыкальную индустрию и в значительной степени затмили выпущенный две недели спустя альбом Леннона Plastic Ono Band, в котором сопродюсером также выступил Спектор. В апрельском выпуске журнала Record Collector за 2001 год Питер Доггетт описал Харрисона в начале 1971 года как «возможно, самую успешную рок-звезду на планете», а All Things Must Pass «легко давал фору другим сольным проектам бывших битлов, выпущенных в следующем году, таким как „Ram“ [Маккартни] и „Imagine“ [Леннона]». Так называемый «двойной Биллборд» Харрисона, когда один артист одновременно занимает верхние позиции в чартах альбомов и синглов журнала, стал достижением, с которым не мог сравниться ни один из его бывших коллег по группе, пока Пол Маккартни с группой Wings не повторили этот рекорд в июне 1973 года. На церемонии «Грэмми» 1972 года All Things Must Pass был выдвинут на соискание премии в категориях «Альбом года» и «Запись года» (за песню «My Sweet Lord»), но в обоих случаях проиграл произведениям Кэрол Кинг — альбому Tapestry и синглу «It’s Too Late» соответственно.
17 декабря 1970 года альбом получил «золотой» сертификат от Американской ассоциации звукозаписывающих компаний, с тех пор став шестикратно «платиновым» в США. В январе 1975 года Канадская ассоциация звукозаписывающей индустрии присудила ему «платиновый» сертификат в своей стране. По словам Джона Бергстрома из PopMatters, по состоянию на январь 2011 года, тираж этого альбома превышает общее количество проданных экземпляров Imagine Леннона и Band on the Run группы Wings Маккартни (1973) вместе взятых (при том, что это был тройной альбом). В том же году биограф Леннона и Харрисона Гэри Тиллери назвал All Things Must Pass «самым успешным альбомом из выпущенных бывшими битлами». Согласно книге Хэмиша Чемпа «100 самых продаваемых альбомов 1970-х» (2018), All Things Must Pass занимает 33-е место среди самых продаваемых альбомов 1970-х в Соединённых Штатах.

## Отзывы критиков
Когда бы я ни включил радио, звучит «Oh, my Lord». Я начинаю верить, что это происходит по воле Божьей.— Из интервью Джона Леннона журналу Rolling Stone, 1970 год

### Современники
«Я не могу оценивать его талант [Харрисона]. Но лично я бы не включил дома такую музыку. Но не хочу говорить о нём так. Его это заденет, а мне бы не хотелось задевать его чувства. Но лично мне это не кажется чем-то выдающимся».
Сразу после релиза All Things Must Pass получил практически единогласное признание критиков — как за музыку и лирическое содержание, так и за тот факт, что из всех бывших битлов эта работа была плодом усилий негласного «младшего» партнёра Леннона и Маккартни. Как правило, в альбомы The Beatles попадали всего две песни Харрисона; по словам публициста Роберта Родригеса, теперь же внимание критиков было сосредоточено на «раскрывшемся большом таланте, который все эти годы был скрыт у всех на виду» за спинами Леннона и Маккартни. «То, что „Тихий Битл“ был способен на такой диапазон песен, — продолжает Родригес, — от жизнерадостной „What Is Life“ до медитативной „Isn’t It a Pity“, от напористой „Art of Dying“ до игривой „I Dig Love“ — стало откровением». Большинство рецензентов склонны сбрасывать со счетов третий диск альбома, сходясь во мнении, что он представлял собой лишь «бесплатное» дополнение, с целью оправдать высокую розничную цену релиза, хотя Энтони Декёртис считал Apple Jam ещё одним доказательством «бодрящей атмосферы творческого высвобождения», пронизывающей весь альбом.
Бен Герсон из Rolling Stone назвал All Things Must Pass «одновременно очень личным высказыванием и, в то же время, грандиозным жестом, триумфом над творческой скромностью», охарактеризовав трёхдисковый сет «феерией скорби, пожертвования, радости, чьи масштабы и амбиции позволяют окрестить его „Войной и миром от рок-н-ролла“». Кроме того, Герсон похвалил продакшен пластинки, назвав его «классической порцией Спектора». Публицист журнала NME Алан Смит описал песни Харрисона как «музыку разума», добавив: «они ищут и блуждают, словно в мягких ритмах сна, в конце концов он скрещивает их со словами, которые, как правило, являются одновременно глубокими и очень красивыми». Рецензент Billboard назвал All Things Must Pass «мастерским сочетанием рока и благочестия, великолепием технического мастерства и мистического настроения, а также избавлением от скуки повседневной рок-музыки».
Ричард Уильямс из Melody Maker резюмировал удивление, которое многие испытали по поводу несомненной трансформации музыканта: альбом All Things Must Pass, писал он, стал своего рода «рок-эквивалентом шока, испытанного довоенными кинозрителями, когда Гарбо впервые открыла рот в звуковом кино: Гарбо говорит! — Харрисон свободен!». В рецензии для газеты The Times он же выразил мнение, что из всех сольных релизов бывших битлов альбом Харрисона «несомненно намного лучше слушается, возможно, потому, что он наиболее близок к продолжению традиции, которую они начали восемь лет назад». Уильям Бендер из Time описал All Things Must Pass как «экспрессивное, образцово сделанное, личное высказывание… один из самых выдающихся рок-альбомов за последние годы», в то время как Том Зито из Washington Post предсказал, что успех лонгплея ещё отразится на спорах об «[истинном] гении, стоящем за The Beatles».
В рецензии для The New York Times Дон Хекман назвал альбом «релизом, который нельзя пропустить», и описал свою «комплексную» реакцию на то, что ему впервые представили серию песен Харрисона: «изумление диапазоном талантов музыканта; восхищение продюсированием Фила Спектора; любопытство по поводу многих тезисов, которые проходят сквозь песни Харрисона». Джон Габри из High Fidelity назвал его «альбомом года с большой буквы» и «цельной, но чрезвычайно разноплановой» работой. Ссылаясь на слухи по поводу возможного воссоединения The Beatles, Габри заявил — учитывая качество сольных работ Харрисона и Леннона — «мне, например, всё равно, случится это когда-нибудь, или нет».

### Ретроспектива
| Оценки критиков               | Оценки критиков |
| Источник                      | Оценка          |
| ----------------------------- | --------------- |
| AllMusic                      | [ 50 ]          |
| Blender                       | [ 305 ]         |
| Christgau's Record Guide      | (C)             |
| Encyclopedia of Popular Music | [ 307 ]         |
| Mojo                          | [ 237 ]         |
| MusicHound Rock               | 5/5             |
| Pitchfork                     | 9.0/10          |
| Q                             | [ 310 ]         |
| Rolling Stone                 | [ 296 ]         |
| Uncut                         | [ 311 ]         |

Альбом, который звучал современно в 1970 году, уже к концу десятилетия стал считаться устаревшим и странноватым. Так, музыкальный критик Village Voice Роберт Кристгау, сетуя в 1971 году на то, что пластинке свойственны «напыщенная бессмысленность [текстов]» и неинтересная музыка, писал в своей книге Christgau’s Record Guide: Rock Albums of the Seventies (1981) о «безликости» альбома, «вплоть до анонимности многодорожечного вокала». В своей книге The Beatles: An Illustrated Record (1975) Рой Карр и Тони Тайлер тоже восприняли лонгплей прохладно, критикуя «однородность» продюсирования и «траурный характер музыки Харрисона». Однако писатель Николас Шэффнер, упомянувший All Things Must Pass в книге The Beatles Forever (1977), назвал альбом «венцом славы» карьер Харрисона и Спектора и выделил «All Things Must Pass» и «Beware of Darkness» как «две самые красноречивые песни… как в музыкальном, так и в лирическом плане». В свою очередь, музыкальный журналист Эндрю Гилберт писал в эссе 2016 года, что несмотря на то, что альбом дополнен преимущественно проходными джем-сейшенами, «благодаря его превосходно исполненным, духовно заряженным песням, таким как „Beware of Darkness“, „The Art of Dying“, „What Is Life“ и хит-сингл „My Sweet Lord“, по прошествии времени он звучит всё лучше и лучше».
По мнению Ричи Унтербергера из AllMusic, All Things Must Pass — «лучшая работа [Харрисона]… очень трогательная». Публицист отмечал, что, хотя распад The Beatles остаётся печальным событием для многих меломанов, «невозможно не радоваться величайшему триумфу Джорджа» и удивляться тому, о чём свидетельствуют буклеты с отрывками сессий, что Леннон, Маккартни и продюсер битлов Джордж Мартин недооценили не только способности Харрисона как автора песен, но и его продюсерский талант. Роджер Кэтлин из MusicHound описывал альбом как «эпический и дерзкий», подытожив, его «плотно спродюсированный звук и роскошные песни венчает диск с джем-сейшенами». Публицист журнала Q охарактеризовал лонгплей образцовым сплавом «рока и религии», а также «самой удачной коллекцией [песен] среди [пластинок] бывших битлов». Режиссёр Мартин Скорсезе писал о «сильном ощущении ритуализма в этом альбоме», добавив: «Я помню, что в нём чувствовалось величие литургической музыки, колоколов, используемых в тибетских буддийских церемониях». В рецензии для Rolling Stone 2002 года Грег Кот описал величие пластинки словами «[это словно] наполненный эхом храм рок-музыки в вышних», где «настоящими звёздами» являются песни Харрисона; в той же публикации Микал Гилмор назвал альбом «лучшей сольной работой, которую когда-либо создавал кто-либо из экс-битлов». Редакция Spin отмечала: альбом продемонстрировал, что творческие способности Харрисона столь же выдающиеся, как и у некоторых его бывших коллег.
В рецензии для журнала Mojo (2001) Джон Харрис писал, что All Things Must Pass «остаётся лучшим сольным альбомом среди экс-битлов… источающий одновременно вытаращенную радость творческой эмансипации и ощущение того, что кто-то доводит себя до предела». В обзоре для Chicago Tribune Грег Кот отмечал: «Ни Леннон, ни Маккартни, не говоря уже о Ринго Старре, никогда не выпускали сольный альбом более совершенный, чем „All Things Must Pass“... В последующие годы Леннон и Маккартни будут изо всех сил стремиться достичь тех же высот, со своими сольными работами, такими как „Imagine“ и „Band on the Run“, но они никогда не превзойдут его». Найджел Уильямсон из Uncut выражал мнение, что этот лонгплей включает ряд лучших произведений Харрисона — «My Sweet Lord», «All Things Must Pass» и «Beware of Darkness», — и считается «вершиной [творчества] Джорджа… и, возможно, лучшим сольным альбомом среди экс-битлов, выпущенным после распада их группы». В эссе для The Rolling Stone Album Guide (2004) критик Мак Рэндалл назвал альбом исключительным, но «немного переоценённым» теми критиками, которые склонны упускать из виду, что его последние 30 минут состоят из «кучи инструментальных блюзовых джемов, которые никто не слушает больше одного раза». Ричи Унтербергер также считал включение диска Apple Jam «очень значительным недостатком», признавая при этом, что его содержание «оказало огромное музыкальное значение», так как повлекло за собой появление Derek and the Dominos. В своей статье для Pitchfork Джейсон Грин отмечал, что Харрисон был единственным экс-битлом, который «изменил условия, каким может быть альбом», поскольку, хотя All Things Must Pass и не был первым тройным рок-альбомом, «в культурном воображении это — это первый тройной альбом, первый выпущенный как колкое высказывание».

## Наследие
«Джордж Харрисон подошёл к распаду The Beatles во всеоружии, с изящным, философским „All Things Must Pass“. Серия элегий, мечтательных секвенций и размышлений о границах идеализма, возможно, это наиболее полно реализованное сольное высказывание среди всех бывших битлов».
Писатель Марк Рибовски выражал мнение, что All Things Must Pass «сформировал первую идиому нового рока 1970-х», в то время как музыкальный историк Дэвид Ховард писал, что сочетание в альбоме экспансивного хард-рока и «интимных акустических исповеданий» превратило его в лакмусовую бумажку для рок-звучания ранних 1970-х. Ещё один из представителей Rolling Stone, Джеймс Хантер, в 2001 году высказался о том, как альбом «помог определить десятилетие, которое он предварял», отмечая что «состав музыкантов, хронометраж и длинные волосы, спадающие на замшевые пиджаки … предзнаменовали размах и сонные амбиции 1970-х».
All Things Must Pass считается шедевром Харрисона. В рецензии для PopMatters Джон Бергстром сравнивал его с «облегчённым выдохом музыканта», добавляя: «Вполне возможно, что он был единственным битлом, который был полностью доволен развалом The Beatles». Бергстром приписывает альбому сильное влияние на творчество таких исполнителей, как ELO, My Morning Jacket, Fleet Foxes и Grizzly Bear, а также вклад в становление феномена дрим-попа. По мнению Харриса, «широкоэкранный звук», использованный Харрисоном и Спектором на некоторых треках, был предшественником записей ELO и Oasis. Мнение журналиста подтвердил бывший фронтмен Oasis Лиам Галлахер, подчеркнув: «Это лучший альбом среди экс-битлов. Нам нравятся все их пластинки, но эта, мать её, звучит лучше всех. На ней есть мелодии, от которых у меня наворачиваются слёзы».
Среди биографов Харрисона Саймон Ленг рассматривал All Things Must Pass как «альбом-парадокс»: как бы ни стремился Харрисон отмежеваться от своей идентичности экс-битла, писатель предполагал, что многие песни документируют «кафкианскую цепочку событий» жизни внутри группы и, таким образом, дополняют «мифологизированную историю», из которой он хотел вырваться. Иэн Инглис называл 1970-е годы эрой, ознаменовавшей «господство авторов-исполнителей», благодаря таким запоминающимся альбомам, как Bridge over Troubled Water Саймона и Гарфанкела, After the Gold Rush Нила Янга, Moondance Ван Моррисона и Ladies of the Canyon Джони Митчелл, однако ни один из них, подчёркивал автор, «не обладал поразительным воздействием» All Things Must Pass. Тройной альбом Харрисона, писал Инглис, «[возвысил] „третьего Битла“ в статус фигуры, которая, по крайней мере на время, уверенно затмила его бывших товарищей по группе».
Музыкальный обозреватель Кевин Корбер из Spectrum Culture описывал альбом как торжество «силы, которой могут обладать музыка и искусство, лишь в тех случаях, когда мы свободны создавать и изведывать их самостоятельно», из этого можно сделать вывод, что, «возможно, этот альбом — величайшая вещь, которая появилась из-за распада The Beatles». В свою очередь, Джим Ирвин выражал мнение, что All Things Must Pass — это «более тонкая солянка песен, чем можно себе представить, более индивидуальная, нежели „Band on the Run“», подытоживая: «Трудно себе припомнить много более сердечных, более человечных и более приветливых записей, чем эта».

По мнению американского композитора Филипа Гласса, альбомы Харрисона, посвящённые духовным темам, появились в тот период, когда современная западная популярная музыка находилась в кризисе. «К началу шестидесятых» — по прошествии лет заявлял он, — «поп-музыка оказалась в тупике, то есть композиторы всё больше сочиняли музыку для небольшой группы избранных». В начале шестидесятых Гласс сотрудничал с Рави Шанкаром, и они оба стремились привнести в западную музыку новшества. «Я думал, что мы открыли дверь лишь для индийской музыки», — вспоминал композитор, «но в эту дверь хлынула музыка со всего мира, и это продолжается по сегодняшний день». В 1967 году Гласс отправился в Индию, где узнал от Шанкара, что Харрисон увлёкся изучением «мудрости и традиций» этой страны. Встретившись в том же году с Харрисоном, Гласс утвердился во мнении, что Джордж понял, «какое необыкновенное влияние» может оказать на западную культуру восточная музыка. Во время беседы они сошлись во мнении, что элементы традиционной музыки Индии в современной поп-музыке — это именно то, в чём она так остро нуждается. Спустя годы композитор вспоминал: 
Мы шли к одной и той же цели, но с разных концов, я принадлежал к миру экспериментальной концертной музыки, Джордж — к миру популярной музыки. Мы оба осознавали историческую важность того момента и понимали, что основы современной музыки должны измениться. Но перемены наступили намного быстрее, чем я ожидал, и в их центре был Джордж. Он привлёк к ним внимание всего мира благодаря собственному музыкальному творчеству.
Альбом фигурирует в альманахах, таких как The Mojo Collection: The Greatest Albums of All Time, 1001 Albums You Must Hear Before You Die и 1,000 Recordings to Hear Before You Die. В 1999 году он занял 9-е место в списке «100 лучших альтернативных альбомов» газеты The Guardian, чей редактор описал его как «лучшую, самую зрелую и сложную» из всех сольных работ The Beatles. В 2006 году портал Pitchfork поместил его на 82-ю строчку своего рейтинга «100 лучших альбомов 1970-х». Он занял 433-е место в списке журнала Rolling Stone «500 величайших альбомов всех времён» 2012 года, поднявшись до 368-й позиции в его обновлённой версии 2020-го. Помимо этого, All Things Must Pass отметился в следующих рейтингах лучших записей всех времён: Critic’s Choice: Top 200 Albums Пола Гамбаччини (1978 год; 79-е место), «100 лучших альбомов всех времен» журнала Time (1993 год; 79-е место), «100 величайших поп-альбомов века» Аллана Козинна (2000 год), «50 (+50) лучших британских альбомов всех времен» журнала Q (2004 год), «70 величайших альбомов 1970-х» журнала Mojo (2006), «100 величайших британских альбомов всех времен» журнала NME (2006 год; 86-е место), «70 лучших альбомов 1970-х» журнала Paste (2012 год; 27-е место) и «100 лучших альбомов всех времен» Крейга Матисона и Тоби Кресвелла (2013). В 2022 году музыкальный веб-сайт Far Out Magazine назвал All Things Must Pass лучшим альбомом 1970 года, в своём списке «Лучшие альбомы 1970-х год за годом». Кроме того, он занял 1-е место в рейтинге портала Ultimate Classic Rock среди лучших альбомов Харрисона.
All Things Must Pass неизменно занимает высшие строчки среди лучших сольных работ бывших участников The Beatles. Музыкальный обозреватель The Independent Грэм Росс поставил его на 1-е место «10 лучших альбомов экс-битлов», отметив, что «это альбом на века, который заполнил зияющую пропасть, оставленную кончиной The Beatles». Пластинка возглавила аналогичный список журнала Paste, а также заняла 2-е место в рейтинге веб-сайта Uproxx, уступив лишь Band On The Run Пола Маккартни. Автор отметил единственный минус альбома — бонус-диск Apple Jam, который «трудно слушать больше одного раза, тем не менее почти всё остальное здесь идеально». All Things Must Pass был назван лучшей пластинкой среди экс-битлов порталом Ultimate Classic Rock и еженедельником Variety, чей автор отмечал: «причина, по которой альбом является таким шедевром — Харрисон работал над ним на протяжении всей своей карьеры». Помимо этого, All Things Must Pass вошёл в список «Лучших сольных альбомов всех времён» по мнению британской радиостанции Radio X, а также занял 6-е место в аналогичном рейтинге (среди рок-исполнителей) музыкального сайта Consequence of Sound.
В январе 2014 года All Things Must Pass был включён в Зал славы Грэмми — привилегия, присуждаемая Академией звукозаписи «записям, имеющих долговременную качественную или историческую значимость, которым не менее 25 лет». Колин Хэнкс назвал свой фильм 2015 года «Всё преходяще: взлет и падение Tower Records» в честь этого альбома и с благословения вдовы Харрисона, Оливии Харрисон, использовав заглавный трек в финальных титрах.

## Переиздания

### 2001 год
Релиз альбома на CD в 1980-х получился одним из самых досадных переизданий классических записей в этом формате. Альбом записывался с использованием большого количества дорожек (и без технологии шумоподавления) для достижения объемного звучания, которое получилось чрезвычайно впечатляющим на виниле, но имел много помех на CD, после цифровой обработки. Это обновленное издание […] решило большинство этих проблем.
В преддверии 30-летнего юбилея альбома Харрисон руководил подготовкой переиздания All Things Must Pass, которое было выпущено в январе 2001 года, менее чем за год до его смерти от рака в возрасте 58 лет. Кен Скотт выступил звукорежиссёром проекта, за ремастеринг отвечал Джоном Эстли. Харрисон и Скотт были шокированы количеством реверберации, которое они использовали в 1970 году, и очень хотели перемикшировать альбом, но руководство EMI наложило вето на эту идею.
Переиздание было выпущено на лейбле Gnome Records, созданном Харрисоном специально для этого проекта. Музыкант руководил переработкой первоначальной обложки, которая получила обновлённую, раскрашенную версию — «Джордж и гномы», а также дополнительные варианты на обороте и в буклете — воображаемые вариации, демонстрирующие постепенное вторжение урбанизации в нашу жизнь, на примере ландшафта Фрайар-парка. Обновлённые изображения послужили иллюстрацией разочарования Харрисона по поводу «направления, в котором, казалось, двигался мир в начале тысячелетия», отмечал Гэри Тиллери, направление, которое было «так далеко от эры Водолея, о которой грезили в 1960-х». Музыкант запустил веб-сайт, посвящённый переизданию, где, со слов Чака Миллера из Goldmine, предлагались «графика, звуки и маленькие созданные с помощью софта гномы, танцующие, хихикающие и играющие на гитарах в гиллиамовском мире». В качестве ещё одного примера готовности адаптироваться к современным медиа, Харрисон подготовил электронный пресс-кит, который описал как «не совсем ЭПК, но угрозу мировому порядку, каким мы его знаем».
Получивший название All Things Must Pass: 30th Anniversary Edition, обновлённый альбом содержал пять бонус-треков, в том числе «I Live for You», две песни, исполненные для Спектора в EMI Studios в мае 1970 года («Beware of Darkness» и «Let It Down») и «My Sweet Lord (2000)» — частично перезаписанный самый большой хит Харрисона. Вдобавок к этому Харрисон изменил последовательность песен Apple Jam — теперь альбом завершался «Out of the Blue», как и планировалось изначально. С овердаббингом для бонус-треков музыканту помогали его сын Дхани, певица Сэм Браун и перкуссионист Рэй Купер, каждый из которых помимо этого отметился участием в альбоме Brainwashed, работа над которым проходила примерно в это же время. По словам Скотта, Харрисон предложил включить бонусный диск с воспоминаниями некоторых авторов пластинки, начиная с Ринго Старра. От этой идеи отказались, поскольку Старр вообще не помнил, что участвовал в записи.
Переиздание 2001 года, выпуск которого предвещала большая рекламная кампания, получило тёплый приём от музыкальных критиков, а также было успешно в финансовом плане. Недооценив предполагаемый спрос на грядущий альбом, лейбл Capitol Records столкнулся с дефицитом 20 000 копий в Соединённых Штатах. В Америке переиздание дебютировало на 4-й строчке чарта Billboard Top Pop Catalog Albums и возглавило список продаж среди альбомов, выпущенных в интернете. На родине автора пластинка заняла 68-е место национального альбомного чарта. В статье для Record Collector Питер Доггетт описал этот успех как «ранее неслыханное достижение для переиздания».
После смерти Харрисона (29 ноября 2001 года) All Things Must Pass вернулся в чарты США, поднявшись на 6-е и 7-е места соответственно в Top Pop Catalog и Internet Album Sales. С выпуском на iTunes большей части музыкального каталога Харрисона, в октябре 2007 года, альбом снова попал в чарт Top Pop Catalog, заняв там 3-е место.

### 2010 и 2014 годы
К 40-летию All Things Must Pass 26 ноября 2010 года лейбл EMI переиздал альбом в его первоначальном варианте — в виде бокс-сета из трёх виниловых пластинок. Релиз был выпущен ограниченным тиражом с пронумерованными копиями. По мнению Бергстрома, он затерялся на фоне более агрессивной маркетинговой кампании, посвящённой наследию Джона Леннона, в преддверии 70-летия музыканта. Между тем 24-битная ремастированная версия All Things Must Pass стала доступна для скачивания с официального веб-сайта Харрисона. Переиздание совпало с такой же сдержанной кампанией перевыпуска совместного альбома Харрисона и Рави Шанкара Collaborations, а также проектом лейбла East Meets West Music по переизданию обновлённой версии документального фильма об индийском музыканте, Raga, на DVD (до этого недоступного на каких бы то ни было цифровых носителях), который Харрисон помог выпустить силами Apple Films в 1971 году.
В сентябре 2014 года была выпущена обновлённая версия All Things Must Pass, ремастированная для восьмидискового бокс-сета Харрисона The Apple Years 1968–75. Помимо этого, она была издана в виде отдельного релиза на двух компакт-дисках. Переиздание включало сопроводительный текст Харрисона из релиза 2001 года и пять его бонус-треков. Кроме того, DVD бокс-сета содержал рекламный фильм, снятый для переиздания 2001 года.

### 2021 год
«58 лет назад Джордж Харрисон получил свою первую «Грэмми», когда The Beatles стали лучшими новыми исполнителями. Эта [награда] для тебя, [Джордж]. Эта музыка для тебя. Она полна надежды, сострадания, исцеления и рок-н-ролла».
27 ноября 2020 года семья Харрисонов выпустила стереоремикс на песню «All Things Must Pass» в ознаменование 50-летия альбома. Сын музыканта описал его как прелюдию к дальнейшим релизам, приуроченным к юбилею. В том же месяце, в рамках передачи Archive on 4 на радиостанции BBC Radio 4, состоялась премьера часового выпуска «All Things Must Pass at 50», за авторством музыканта Нитина Сони. На официальном сайте музыканта отмечалось, что предстоящий релиз будет представлять собой оригинальные мастер-ленты, «полностью ремикшированные на основе пожеланий самого Харрисона».
10 июня 2021 года официально объявили о релизе переиздания альбома, запланированном на 6 августа. Переиздание, озаглавленное All Things Must Pass: 50th Anniversary Edition, было выпущено в семи форматах: от стандартного винила и компакт-дисков до бокс-сета Uber Deluxe Edition. Подарочные издания содержат 70-трековую версию альбома на 5 компакт-дисках/8 грампластинках (включая неизданный материал, джемы и студийные разговоры), аудиодиск в формате Blu-ray (демонстрирующий альбом в стереофоническом формате высокого разрешения, с объёмным звуком 5.1 и миксами Dolby Atmos), а также 96-страничный альбом для наклеивания вырезок (в варианте Super Deluxe Edition он 60-страничный), содержащий архивные заметки и аннотации ко всем песням, подготовленные Оливией Харрисон. Вариант Uber Deluxe (помещённый в изготовленную вручную деревянную шкатулку) отличается, среди прочего, наличием 44-страничной книги о создании тройного альбома (с закладкой из дуба) и копиями фигурок гномов и Харрисона с обложки в масштабе 1/6, иллюстрациями Фурманна, текстом Парамахансы Йогананды «Light from the Great Ones» и чётками из рудракши. Переиздание альбома было отмечено премией «Грэмми» в категории «Лучшая упаковка бокс-сета или специального издания альбома». Награда была присуждена Даррену Эвансу, Дхани и Оливии Харрисон. Сын Джорджа стал вторым из детей экс-битлов, ставших лауреатами этой награды, после Зака Старки, получившего её за продюсирование альбома Got to Be Tough группы Toots and the Maytals, выигравшего в номинации «Лучший регги-альбом». В свою очередь, Оливия стала третьей женой (или вдовой) среди экс-битлов, получившей «Грэмми». Ранее это делали Линда Маккартни (получившая две награды вместе со своим мужем Полом за работу в группе Wings) и Йоко Оно (выигравшая в номинации «Альбом года» за работу над последней пластинкой своего мужа). В интервью Esquire Дхани заявил: «Мы хотели создать эдакую капсулу времени, что-то, что просуществует ещё пятьдесят или сто лет, поэтому мы поместили её в этот викторианский сундучок ручной работы, чтобы передать дух Фрайар-парка и течение времени».
Обновлённая версия была слегка перемикширована, чтобы «добавить ясности звучания плотным и насыщенным эхом» аранжировкам Спектора и соответствовать желанию самого Харрисона. По словам Дхани, его отец ненавидел переизбыток реверберации в этом альбоме, о чём говорил «миллион раз». Фурманн отмечал, что Джордж также сетовал по поводу многочисленных наложений. Под руководством звукорежиссёра Пола Хикса мастер-ленты были улучшены за счёт переноса в более высокое разрешение (ультра-ремастеринг), что было невозможно на предыдущих переизданиях. «Больше низких частот, больше ясности [звучания]» — пояснял Дхани, отмечая, что был найден правильный баланс. В обновлённой версии голос Харрисона «звучит более откровенно, а отдельные инструменты лучше различимы в звуковой давке». Сын Харрисона подчёркивал, что одной из целей нового микса было сделать альбом более «акустически дружественным» для нового поколения, сочетающимся с современной музыкой. По словам Дхани, подбирая бонусный контент, он намеренно останавливался на заметно отличающихся версиях известных песен. Помимо этого, он подчеркнул, что не спрашивал одобрения у Фила Спектора по поводу реализации этого проекта.
На сайте-агрегаторе рецензий Metacritic издание Super Deluxe Edition было оценено на 92 балла из 100 на основе восьми обзоров, что приравнивается к статусу «всеобщего признания». Релиз получил максимальные оценки от Mojo, The Times, The Daily Telegraph, Daily Mail, Daily Express, Uncut и American Songwriter. В частности, отмечалось, что благодаря обновлённому звуку «эта великолепная какофония звучит более потрясающе, чем когда-либо». Обновлённый альбом попал в Top-10 по обе стороны Атлантики, заняв 6-е место в чарте UK Albums Chart и 7-е — в хит-параде Billboard 200; помимо этого, он возглавил американские чарты Top Rock Albums, Catalog Albums и Tastemaker Albums, а также отметился на 2-й строчке Top Albums Sales. Среди других Top-10 переиздание поднялось до 2-го места национального чарта Германии и 3-го — в хит-параде Швейцарии, продемонстрировав в этих странах лучшие показатели в Европе.

## Список композиций
Все песни написаны Джорджем Харрисоном, за исключением отмеченных.

### Оригинальное издание (1970)
| Первая сторона 1. «I’d Have You Anytime» (Джордж Харрисон, Боб Дилан) — 2:56 2. «My Sweet Lord» — 4:38 3. «Wah-Wah» — 5:35 4. «Isn’t It a Pity (Version One)» — 7:10 Вторая сторона 1. «What Is Life» — 4:22 2. «If Not for You» (Дилан) — 3:29 3. «Behind That Locked Door» — 3:05 4. «Let It Down» — 4:57 5. «Run of the Mill» — 2:49 Третья сторона 1. «Beware of Darkness» — 3:48 2. «Apple Scruffs» — 3:04 3. «Ballad of Sir Frankie Crisp (Let It Roll)» — 3:48 4. «Awaiting on You All» — 2:45 5. «All Things Must Pass» — 3:44 | Четвёртая сторона 1. «I Dig Love» — 4:55 2. «Art of Dying» — 3:37 3. «Isn’t It a Pity (Version Two)» — 4:45 4. «Hear Me Lord» — 5:46 Пятая сторона (Apple Jam) 1. «Out of the Blue» — 11:14 2. «It’s Johnny’s Birthday» (Билл Мартин, Фил Коултер, Харрисон) — 0:49 3. «Plug Me In» — 3:18 Шестая сторона (Apple Jam) 1. «I Remember Jeep» — 8:07 2. «Thanks for the Pepperoni» — 5:31 |

### Переиздание (2001)
Первый диск
Первая и вторая стороны (треки 1-9) были объединены в единый компакт-диск, к нему был добавлен следующий бонус-материал:
1. «I Live for You» — 3:35[комм. 40]
2. «Beware of Darkness» (acoustic demo) — 3:19[комм. 41]
3. «Let It Down» (alternate version) — 3:54[комм. 42]
4. «What Is Life» (backing track/alternate mix) — 4:27[комм. 43]
5. «My Sweet Lord (2000)» — 4:57[комм. 44]

Второй диск
Третья и четвёртая стороны (треки 1-9) были объединены в единый компакт диск, к нему были добавлены перекомпонованные треки из «Apple Jam»:
1. «It’s Johnny’s Birthday» (Мартин, Коултер, Харрисон) — 0:49
2. «Plug Me In» — 3:18
3. «I Remember Jeep» — 8:07
4. «Thanks for the Pepperoni» — 5:31
5. «Out of the Blue» — 11:16

### Переиздание (2021)
Первый диск — ремикшированные версии первой и второй стороны оригинального альбома
Второй диск — ремикшированные версии третьей и четвёртой стороны оригинального альбома, ремастированные версии пятой и шестой сторон
| №   | Название                                                 | Автор(ы)        | Длительность |
| --- | -------------------------------------------------------- | --------------- | ------------ |
| 1.  | «All Things Must Pass» (Day 1 Demo)                      |                 | 4:38         |
| 2.  | «Behind That Locked Door» (Day 1 Demo)                   |                 | 2:54         |
| 3.  | «I Live for You» (Day 1 Demo)                            |                 | 3:26         |
| 4.  | «Apple Scruffs» (Day 1 Demo)                             |                 | 2:48         |
| 5.  | «What Is Life» (Day 1 Demo)                              |                 | 4:46         |
| 6.  | «Awaiting on You All» (Day 1 Demo)                       |                 | 2:30         |
| 7.  | «Isn’t It a Pity» (Day 1 Demo)                           |                 | 3:19         |
| 8.  | «I’d Have You Anytime» (Day 1 Demo)                      | Харрисон, Дилан | 2:10         |
| 9.  | «I Dig Love» (Day 1 Demo)                                |                 | 3:35         |
| 10. | «Going Down to Golders Green» (Day 1 Demo)               |                 | 2:24         |
| 11. | «Dehra Dun» (Day 1 Demo)                                 |                 | 3:39         |
| 12. | «Om Hare Om (Gopala Krishna)» (Day 1 Demo)               |                 | 5:13         |
| 13. | «Ballad of Sir Frankie Crisp (Let It Roll)» (Day 1 Demo) |                 | 3:41         |
| 14. | «My Sweet Lord» (Day 1 Demo)                             |                 | 3:21         |
| 15. | «Sour Milk Sea» (Day 1 Demo)                             |                 | 2:28         |

| №   | Название                                        | Автор(ы)        | Длительность |
| --- | ----------------------------------------------- | --------------- | ------------ |
| 1.  | «Run of the Mill» (Day 2 Demo)                  |                 | 1:54         |
| 2.  | «Art of Dying» (Day 2 Demo)                     |                 | 3:04         |
| 3.  | «Everybody-Nobody» (Day 2 Demo)                 |                 | 2:20         |
| 4.  | «Wah-Wah» (Day 2 Demo)                          |                 | 4:24         |
| 5.  | «Window Window» (Day 2 Demo)                    |                 | 1:53         |
| 6.  | «Beautiful Girl» (Day 2 Demo)                   |                 | 2:39         |
| 7.  | «Beware of Darkness» (Day 2 Demo)               |                 | 3:20         |
| 8.  | «Let It Down» (Day 2 Demo)                      |                 | 3:57         |
| 9.  | «Tell Me What Has Happened to You» (Day 2 Demo) |                 | 2:57         |
| 10. | «Hear Me Lord» (Day 2 Demo)                     |                 | 4:57         |
| 11. | «Nowhere to Go» (Day 2 Demo)                    | Харрисон, Дилан | 2:44         |
| 12. | «Cosmic Empire» (Day 2 Demo)                    |                 | 2:12         |
| 13. | «Mother Divine» (Day 2 Demo)                    |                 | 2:45         |
| 14. | «I Don't Want to Do It» (Day 2 Demo)            | Дилан           | 2:05         |
| 15. | «If Not for You» (Day 2 Demo)                   | Дилан           | 1:48         |

| №   | Название                                                         | Автор(ы)                               | Длительность |
| --- | ---------------------------------------------------------------- | -------------------------------------- | ------------ |
| 1.  | «Isn’t It a Pity» (take 14)                                      |                                        | 0:53         |
| 2.  | «Wah-Wah» (take 1)                                               |                                        | 5:56         |
| 3.  | «I’d Have You Anytime» (take 5)                                  | Харрисон, Дилан                        | 2:48         |
| 4.  | «Art of Dying» (take 1)                                          |                                        | 2:48         |
| 5.  | «Isn’t It a Pity» (take 27)                                      |                                        | 4:01         |
| 6.  | «If Not For You» (take 2)                                        | Дилан                                  | 2:59         |
| 7.  | «Wedding Bells (Are Breaking Up That Old Gang of Mine)» (take 2) | Сэмми Фейн, Ирвинг Кахал, Вилли Раскин | 1:56         |
| 8.  | «What Is Life» (take 1)                                          |                                        | 4:34         |
| 9.  | «Beware of Darkness» (take 8)                                    |                                        | 3:48         |
| 10. | «Hear Me Lord» (take 5)                                          |                                        | 9:31         |
| 11. | «Let It Down» (take 1)                                           |                                        | 4:13         |
| 12. | «Run of the Mill» (take 36)                                      |                                        | 2:28         |
| 13. | «Down to the River (Rocking Chair Jam)» (take 1)                 |                                        | 2:30         |
| 14. | «Get Back» (take 1)                                              | Джон Леннон, Пол Маккартни             | 2:07         |
| 15. | «Almost 12 Bar Honky Tonk» (take 1)                              |                                        | 8:34         |
| 16. | «It’s Johnny’s Birthday» (take 1)                                | Мартин, Коултер, Харрисон              | 0:59         |
| 17. | «Woman Don’t You Cry for Me» (take 5)                            |                                        | 5:01         |

## Участники записи
Следующие музыканты либо упоминаются в переиздании All Things Must Pass 2001 года, либо признаны внесшими вклад в создании альбома после последующих исследований:
- Джордж Харрисон — ведущий вокал, электро- и акустическая гитара, добро, гармоника, синтезатор Moog, фисгармония, бэк-вокал; бас (только в переиздании 2001 года)
- Эрик Клэптон — электро- и акустическая гитара, бэк-вокал
- Гэри Райт[англ.] — фортепиано, орган, электрическое фортепиано
- Бобби Уитлок — орган, фисгармония, фортепиано, оркестровые колокола[407], бэк-вокал
- Клаус Форман — бас, электрогитара[комм. 45]
- Джим Гордон — ударные
- Карл Рэйдл — бас
- Ринго Старр — ударные, перкуссия
- Билли Престон — орган, фортепиано
- Джим Прайс[англ.] — труба, тромбон
- Бобби Киз — саксофон
- Алан Уайт — ударные, вибрафон
- Пит Дрейк[англ.] — педальная слайд-гитара
- Джон Бархэм[англ.] — оркестровые аранжировки, хоровые аранжировки[409], фисгармония, вибрафон
- Пит Хэм — акустическая гитара
- Том Эванс — акустическая гитара
- Джоуи Молланд[англ.] — акустическая гитара
- Майк Гиббинс[англ.] — перкуссия
- Питер Фрэмптон — акустическая гитара[143]
- Дэвид Мэйсон — электро- и акустическая гитара
- Тони Эштон — фортепиано
- Гэри Брукер — фортепиано
- Мэл Эванс — перкуссия, вокал в песнях «It’s Johnny’s Birthday», «tea and sympathy»
- Джинджер Бейкер — ударные в песне «I Remember Jeep»
- Джон Леннон — хлопки в песне «I Remember Jeep»
- Йоко Оно — хлопки в песне «I Remember Jeep»
- Эл Ароновиц[англ.] — неуточнённое участие в песне on «Out of the Blue»
- Эдди Кляйн — вокал в песне «It’s Johnny’s Birthday»
- Дхани Харрисон — акустическая гитара, электрическое фортепиано, бэк-вокал (только в переиздании 2001 года)
- Сэм Браун — вокал, бэк-вокал (только в переиздании 2001 года)
- Рэй Купер — перкуссия, синтезатор (только в переиздании 2001 года)

## Награды

### Грэмми
| Год  | Номинируемая работа  | Категория                                                  | Результат |
| ---- | -------------------- | ---------------------------------------------------------- | --------- |
| 1972 | All Things Must Pass | Альбом года                                                | Номинация |
| 1972 | «My Sweet Lord»      | Запись года                                                | Номинация |
| 2014 | All Things Must Pass | Зал славы премии «Грэмми»                                  | Победа    |
| 2022 | All Things Must Pass | Лучшая упаковка бокс-сета или специального издания альбома | Победа    |

## Чарты

### Еженедельные чарты
| Чарт (1970—1971)                              | Высшая позиция |
| --------------------------------------------- | -------------- |
| Австралия (Go-Set Top 20 Albums)              | 1              |
| Австралия (Kent Music Report)                 | 1              |
| Великобритания (UK Albums Chart)              | 1              |
| Западная Германия (GfK Entertainment charts)  | 10             |
| Канада (RPM Albums Chart)                     | 1              |
| Нидерланды (MegaCharts)                       | 1              |
| Норвегия (VG-lista)                           | 1              |
| Испания (Spanish Albums Chart)                | 1              |
| Соединённые Штаты (Billboard 200)             | 1              |
| Соединённые Штаты (Cash Box Top 100 Albums)   | 1              |
| Соединённые Штаты (Record World Albums Chart) | 1              |
| Швеция (Sverigetopplistan)                    | 1              |
| Япония (Oricon)                               | 4              |

| Чарт (2001)                                | Высшая позиция |
| ------------------------------------------ | -------------- |
| Великобритания (UK Albums Chart)           | 68             |
| Соединённые Штаты (Top Pop Catalog Albums) | 3              |
| Франция (SNEP Albums Chart)                | 68             |
| Япония (Oricon)                            | 46             |

| Чарт (2021)                                    | Высшая позиция |
| ---------------------------------------------- | -------------- |
| Австралия (Australian Top Albums)              | 9              |
| Австрия (Ö3 Austria)                           | 4              |
| Бельгия (Валлония) (Ultratop)                  | 8              |
| Бельгия (Фландрия) (Ultratop)                  | 5              |
| Великобритания (UK Albums Chart)               | 6              |
| Германия (Offizielle Top 100)                  | 2              |
| Дания (Hitlisten)                              | 27             |
| Канада (Canadian Albums)                       | 49             |
| Ирландия (Official Charts)                     | 22             |
| Италия (FIMI)                                  | 38             |
| Новая Зеландия (RMNZ)                          | 36             |
| Португалия (AFP)                               | 19             |
| Соединённые Штаты (Billboard 200)              | 7              |
| Соединённые Штаты (Top Rock Albums)            | 1              |
| Финляндия (Suomen virallinen lista)            | 26             |
| Швеция (Sverigetopplistan)                     | 13             |
| Швейцария (Schweizer Hitparade)                | 3              |
| Шотландия (Scottish Singles and Albums Charts) | 1              |

### Итоговые, годовые чарты
| Чарт (1971)                     | Позиция |
| ------------------------------- | ------- |
| Австралия (Kent Music Report)   | 5       |
| Нидерланды (Dutch Albums Chart) | 11      |
| США (Billboard Year-End)        | 18      |

## Сертификация
| Великобритания                                                                                               | Золотой       | 100 000^   |
| Дания | Золотой       | 10 000^    |
| Канада | Золотой       | 50 000^    |
| Соединённые Штаты                                                                                            | 7× Платиновый | 7 000 000† |
| (^ данные о партиях основаны только на сертификации) († продажи+стриминг, основанные только на сертификации) |               |            |